# 相互理解可能性
相互理解可能性（そうごりかいかのうせい、mutual intelligibility）とは、言語学において、異なってはいるが関連性のある複数の言語のそれぞれの話者が、計画的な勉強や並外れた努力無しに互いの言語を容易に理解できるとき、その言語間に存在しているとみなせる関係性のことである。相互理解性、相互了解性などとも。この性質は言語と方言を区別する基準の一つとして用いられることもあるが、これに関しては社会言語学的な要素も重要である。
言語間の理解可能性 (intelligibility) は非対称でありうる。すなわち、ある言語Xの話者の言語Yへの理解度が、その言語Yの話者の、言語Xへの理解度を上回ることもありうる。この二方向の理解可能性が相対的に対称的であるとき、「相互の（理解可能性）」(mutual) と特徴付けられる。世界の多くの関連性のある、あるいは地理的に隣接している言語間において、理解可能性の度合いは様々に異なっており、方言連続体の状況にあることもしばしばである。

## 相互に理解可能な言語の一覧

### 文語および口語
- アゼルバイジャン語とトルコ語[1]
- アフリカーンス語とオランダ語[2][3][4]
- インドネシア語とマレー語[5]
- ウクライナ語とベラルーシ語とロシア語[6]
- ガリシア語とポルトガル語[7]
- クロアチア語とボスニア語とモンテネグロ語とセルビア語（ラテン文字使用時）[8]
  - セルビア・クロアチア語も参照
- スウェーデン語とデンマーク語とノルウェー語[9]
- スペイン語とポルトガル語[10][11][12]
- スロバキア語とチェコ語とポーランド語[13]
- ダリー語とペルシア語[14]
- ツバル語とトケラウ語[15]
- ブルガリア語とマケドニア語とセルビア語[16]
- ルワンダ語とルンディ語[17]

### 口語のみ
- ウイグル語とウズベク語[18] （ウイグル語は現在ウイグル・アラビア文字 (Uyghur Ereb Yéziqi Arabic script) を用いて表記し、ウズベク語はラテン文字を用いているため）
- ウルドゥー語とヒンディー語[19]（ヒンディー語はデーヴァナーガリーを、ウルドゥー語はペルシア文字を用いて表記されるため）
- タイ語とラーオ語[20]（ラーオ語はラーオ文字を、タイ語はタイ文字を用いて表記されるため。なお、タイ東北部で話されるイーサーン語はほぼラーオ語であるが、表記する場合は通常タイ文字を用いる）
- タジク語とダリー語、ペルシア語[14]（タジク語は現在キリル文字を用いて表記し、ダリー語とペルシア語はペルシア文字を用いているため）

### 文語のみ
- アイスランド語とフェロー語[21]

### 死語
- 古英語と古ザクセン語[22]